# 엑스 마키나 (만화)
《엑스 마키나》(영어: Ex Machina)는 미국의 만화로, 브라이언 K. 본이 각본을, 토니 해리스가 그림을 맡았다.